# It Might as Well Be Spring (альбом Айка Квебека)
It Might as Well Be Spring — студійний альбом американського джазового саксофоніста Айка Квебека, випущений у 1964 році лейблом Blue Note.

## Опис
Для цієї сесії 1961 року на лейблі Blue Note тенор-саксофоніст Айк Квебек використав той самий квартет, що і в записі попереднього свого альбому Heavy Soul: органіст Фредді Роуч, басист Мілт Гінтон і ударник Ел Гейрвуд. По суті, цей запис є продовженням Heavy Soul. Оскільки обидва альбоми були записані майже в один і той самий час, вони мають багато спільного у плані стилістки, однак дещо відрізняються. Найбільша різниця в тому, що сесія It Might As Well Be Spring більш розслаблена, романтична і включає стандарти. На ній Квебек демонструє свій талант виконання ліричних балад, а його тенор домінує упродовж усієї сесії.
Альбом вийшов у 1964 році після смерті музиканта (Квебек помер у 1963 році в раку легень).

## Список композицій
1. «It Might as Well Be Spring» (Оскар Гаммерстайн ІІ, Річард Роджерс) — 6:17
2. «A Light Reprieve» (Айк Квебек) — 4:38
3. «Easy — Don't Hurt» (Айк Квебек) — 6:06
4. «Lover Man» (Джиммі Девіс, Рем Рамірес, Джеймс Шерман) — 5:56
5. «Ol' Man River» (Оскар Гаммерстайн ІІ, Джером Керн) — 6:35
6. «Willow Weep for Me» (Енн Ронелл) — 5:20

## Учасники запису
- Айк Квебек — тенор-саксофон
- Фредді Роуч — орган
- Мілт Гінтон — контрабас
- Ел Гейрвуд — ударні

Технічний персонал
- Альфред Лайон — продюсер
- Руді Ван Гелдер — інженер [запис]
- Френсіс Вульфф — фотографія
- Рід Майлз — дизайн [обкладинка]
- Нет Гентофф — текст